# Riddared
Riddareden - iuramentum militum på latin - var den högtidliga ed som svors av varje blivande riddare precis innan dubbningen. I svensk version löd eden:
Inför Gud den Allsmäktige, Jungfru Maria, Sankt Erik och Sankt Knut  lovar jag

att jag vill efter min yttersta makt med liv och gods beskärma den heliga kristna tron och dess evangelium,

och hålla och värja kyrkorna och hennes tjänare vid sin frihet och frälse,

stånda mot orätt och styrka frid och rätt

och beskärma faderlösa och moderlösa barn, jungfrur, änkor och armt folk

och vara trygger och tro mot min Konung och mitt Rike

och rättfärdigt hålla och öva mitt riddarskap.

Gud till heders, efter min bästa förmåga, så hjälpe mig Gud och alla hans Helgon.